# Furcifer verrucosus
Furcifer verrucosus (Cuvier, 1829) è un sauro della famiglia Chamaeleonidae, endemico del Madagascar.

## Descrizione
I maschi crescono fino a una lunghezza totale di 56 centimetri e le femmine raggiungono 21 cm. Sulla sua testa ha una cresta a forma di elmo formata da squame. Entrambi i sessi hanno una fila di grandi squame che formano una linea laterale. La coda lunga è prensile. Comunemente grigio o marrone, presenta una striscia bianca intermittente lungo ciascun lato. Le femmine di solito sono di colore più chiaro e i maschi sono spesso sfumati di verde su pancia, coda e arti.

## Biologia
Si nutre in gran parte di insetti che cattura con la sua lunga lingua appiccicosa. La femmina depone da 30 a 60 uova all'anno e queste vengono incubate per circa 200 giorni.

## Distribuzione e habitat
La specie è diffusa nella parte occidentale e meridionale del Madagascar, dal livello del mare sino a 210 m di altitudine.

## Conservazione
La IUCN Red List classifica F. verrucosus come specie a basso rischio (Least Concern).
La specie è inserita nella Appendice II della Convention on International Trade of Endangered Species (CITES).
È presente all'interno del parco nazionale di Andohahela, del parco nazionale di Zombitse-Vohibasia e del parco nazionale di Tsimanampetsotsa.